# 디지털 비디오 방송
디지털 비디오 방송(Digital Video Broadcasting, 줄여서 DVB)은 디지털 텔레비전의 공개 표준 규격이다. 지상파의 경우 유럽, 러시아, 호주, 아프리카 대륙을 비롯한 세계 대부분 지역에서 DVB-T 방식을, 위성의 경우 전세계 대부분의 지역에서 DVB-S 방식을 사용한다. 한편 일본과 남미에서는 ISDB 방식을 채택했다.

## 쌍방향성
영상, 음성 외에 DVB 표준에는 데이터 통신 규격인 (DVB-DATA)가 있다. 통신회선 규격으론 DVB-RC*가 있어 이것은 DECT(무선 전화 규격의 일종), GSM(휴대 전화 규격의 일종), 전화 회선(ISDN도 포함한다)이 사용된다. 또 통신 프로토콜 규격으로서 DVB-IPI(인터넷 프로토콜), DVB-NPI (network protocol independent)가 있다. 이들은 멀티미디어규격인 DVB-MHP이나 전자 프로그램 안내(EPG)에 사용된다.
아날로그 TV 규격에서 DVB로 넘어간 규격인 DVB-TXT(문자방송), DVB-VBI(수직 블랭킹 정보)도 있지만 그것들을 발전시켜 자막 표시 기능도 강화시킨 DVB-SUB가 사용된다. 이러한 기능들은 DVB-SI 을 통해 구현된다).
DVB에는 여러 가지 인터페이스가 있으며, 가장 중요한 DVB-CI는 유료 방송으로 사용되는 DVB-CSA방식으로 암호화되는 제한 수신(DVB-CA)을 위한 규격이다.

## 채택 국가 및 표준 규격
유럽 이외에 채택하고 있는 나라로 오스트레일리아, 남아프리카 공화국 등이 있고, 인도에선 일부에서 방송되고 있지만 장래 전역으로 확대할 예정이다. 또 대부분의 아시아, 아프리카 국가들과 많은 북미 국가들에서 위성, 케이블 텔레비전의 규격으로서 채택되고 있다. 이에 해당하는 지역으로 캐나다와 대한민국, 멕시코 등 ATSC 방식을 채택한 곳 이외에는 아직 지상파의 디지털 방식을 결정하지 않은 나라가 많다.

### 아시아
- 대한민국 (위성(DVB-S)만)
- 말레이시아 (DVB-T)
- 이란 (DVB-T)
- 이스라엘 (팔레스타인)
- 일본 (SKY PerfecTV!)
- 조선민주주의인민공화국 (2018년부터)[1]
- 중화민국 (DVB-T)
- 중화인민공화국 (케이블 및 위성 TV 한정, 지상파는 DTMB 채용)
  - 홍콩 (일부 케이블 TV 한정, 지상파는 DTMB 채용)
- 몽골
- 동남아시아(필리핀제외)
  - 인도
  - 방글라데시
  - 네팔
  - 사우디아라비아
  - 오만
  - 쿠웨이트
  - 바레인
  - 카타르
  - 아랍에미리트
  - 아프가니스탄
  - 조지아
  - 아르메니아

### 유럽 (러시아 포함)
러시아를 포함한 전지역에서 사용 중이다.

### 아메리카
북미는 지상파에서는 ATSC를 채택하고 있지만 위성과 케이블에서는 DVB가 일부에서 사용되고 있다.
남미에서는 콜롬비아만 사용하고 있다.

### 오세아니아
- 뉴질랜드
- 오스트레일리아

### 아프리카
- 케냐
- 남아프리카공화국
- 이집트
- 마다가스카르
- 리비아
- 알제리
- 모로코

## DVB 프로젝트
이 표준의 제정 등을 담당하는 DVB 프로젝트는 약 300개의 단체가 가맹한 산업 컨소시엄이다.
European Telecommunications Standards Institute (ETSI), European Committee for Electrotechnical Standardization (CENELEC) , European Broadcasting Union (EBU)에 의해서 설립되었다. DVB 표준은 ETSI의 웹사이트에서 사용자 등록을 하면 무료로 다운로드하여 볼 수 있다.
휴대용 손수화기에 방송 서비스를 전달하는 기술 규격으로 2004년 11월에 ETSI 표준 EN 302 304로 공식 채택되었다.

## 채택국 지도
- DVB-S
- DVB-C
- DVB-T
- MHP

## 같이 보기
- 디지털 오디오 방송
- 디지털 멀티미디어 방송
- ISDB